# Verlovingen van de Oranjes
Dit artikel geeft een overzicht van de verlovingen van de Oranjes. 

## Stadhouder Willem van Oranje
Willem van Oranje, de Vader des vaderlands, was viermaal gehuwd. Zoals in zijn tijd gebruikelijk, was niet zozeer de liefde als wel het politieke en financiële gewin de belangrijkste reden voor deze huwelijkspolitiek. Het eerste huwelijk werd gesloten in 1551. De bruid was Anna van Buren, een rijke erfdochter. Willem schreef 'Tanneke' (de bijnaam van Anna) in 1555 het volgende: 'Ik wens niets anders dan te worden bemind door u, gelijk ik u bemin.' Ondanks het zakelijke karakter kan het huwelijk tussen Willem en Anna, die in 1558 overleed en de prins drie kinderen schonk, als geslaagd worden beschouwd.
In de tijd dat zijn eerste echtgenote overleed begon Willem in conflict te raken met de Spaanse koning Filips II. Steun in dit conflict werd gezocht bij de leidende figuren van de Duitse protestantse adel. Dit resulteerde in 1561 in een huwelijk met Anna van Saksen. Dit tweede huwelijk bracht niet de politieke steun uit Duitsland die Willem gehoopt had te krijgen. Het huwelijk was daarnaast slecht. Anna was een grillige, hysterische vrouw. In 1567 verliet ze haar echtgenoot. Ze knoopte een relatie aan met de vader van de schilder Rubens. Uit deze relatie werd in 1571 een dochter, Christina van Dietz, geboren. Willem van Oranje liet zijn huwelijk ongeldig verklaren en scheidde. Anna overleed in 1577.
Het derde huwelijk van Willem werd eveneens ingegeven door de zoektocht naar politieke macht. Ditmaal werd de steun niet gezocht in Duitsland maar in Frankrijk. De keuze viel op Charlotte van Bourbon, verwant aan het Franse koningshuis. Het huwelijk werd in 1575 gesloten. Charlotte schonk haar man zes dochters. In 1582 pleegde Jean Jaureguy een aanslag op het leven van de prins. De verzorging door Charlotte hielp Willem er weer bovenop maar was een dermate aanslag op haar eigen gezondheid dat zij zes weken na de aanslag van uitputting overleed. 
Het laatste huwelijk werd gesloten op 18 april 1583. De bruid was de Franse Louise de Coligny, dochter van Gaspard de Coligny en weduwe van Charles de Teligny. Het huwelijk was van kortstondige duur. Willem van Oranje werd in de zomer van 1584 in Delft vermoord.

## Stadhouder Frederik Hendrik
De ongehuwde stadhouder Maurits, die veel buitenechtelijke kinderen had verwekt, onder andere bij Margaretha van Mechelen, dreigde op zijn sterfbed in 1625 zijn halfbroer Frederik Hendrik alsnog Margaretha te huwen en daarmee zijn buitenechtelijke zonen te echten. Frederik Hendrik kon aan deze dreiging - de bezittingen zouden in dat geval aan hem voorbijgaan - ontkomen door spoedig in het huwelijk te treden. De keuze viel op de gravin Amalia van Solms. Het huwelijk werd gesloten op 4 april 1625. Stadhouder Maurits overleed negen dagen later. Uit het huwelijk werden negen kinderen geboren.

## Stadhouder Willem II
In een tijd dat huwelijken werden gesloten uit gewin deed de leeftijd van de echtelieden er minder toe. Stadhouder Willem II was dan ook pas veertien jaar toen hij in 1641 in het huwelijk trad met de Engelse koningsdochter Mary Stuart, die zelf pas 9 jaar oud was. Na de huwelijksvoltrekking, die de bruid en bruidegom stotterend doorkwamen, en het galabanket, volgde de 'tebeddelegging.' De traditie wilde dat het bruidspaar enige tijd in nachthemd te bewonderen was waarna de koning het bedgordijn dichttrok. Ondertussen vochten de bruidsmeisjes om de kousenbandjes van de bruid en de bruidsjonkers om de broekriem van de bruidegom. Mary's vader Karel maakte na een tijdje een einde aan de schijnvertoning. Willem moest het bed uit. Mary bleef in het huwelijksbed achter. Het huwelijk duurde negen jaar en kwam tot een einde door de voortijdige dood van Willem, 8 dagen voor de geboorte van de enige zoon van het paar: Willem.

## Koning-Stadhouder Willem III
In politiek opzicht was het huwelijk tussen stadhouder Willem III van Oranje-Nassau en zijn vrouw Mary Stuart wellicht het succesvolste uit de Oranjegeschiedenis. Neef en nicht trouwden in 1677. Twaalf jaren later zaten zij beiden na de Glorious Revolution op de Engelse troon. Dynastiek was het succes ver te zoeken. Na twee miskramen was de kans op een opvolger verstreken. Mary overleed in 1694. De koning droeg nadien een medaillon met een haarlok van zijn vrouw.

## Koning Willem III
Koning Willem III is 22 jaar als hij trouwt met zijn nicht Sophia van Württemberg, die zelf een oogje heeft op prins Napoleon, de latere Franse keizer. Maar haar eerzuchtige vader Willem I van Württemberg gebiedt zijn dochter ja te zeggen tegen Willem III: dat gebeurt op 18 juni 1839.
Het wordt een ongelukkig huwelijk, vooral door toedoen van de vrouwzieke Willem III. Ook na de troonsbestijging in 1849 blijft Willem III zich meer interesseren voor met drank overgoten orgiën dan met staatszaken. In 1879, als Sophie gestorven is, hertrouwt hij met een 20-jarig Duits prinsesje, Emma von Waldeck Pyrmont. Een jaar later wordt hun eerste en enige kind geboren: Wilhelmina.

## Wilhelmina
Na het overlijden van Willem III (in 1890) neemt regentes Emma de opvoeding van Wilhelmina alleen ter hand. "Nur ein Deutscher Prinz darf Sie bekommen", zegt de Duitse keizer Wilhelm II alvast. Maar de kandidaten Frederik Willem van Pruisen en Wilhelm von Wied wijst de jonge Wilhelmina af. Haar keuze valt uiteindelijk op haar achterneef Hendrik van Mecklenburg-Schwerin, wiens moeder bevriend is met Emma.
Op 16 oktober 1900 wordt de verloving bekendgemaakt, op 7 februari 1901 is het huwelijk. Emma verzekert premier Pierson dat het 'geheel een huwelijk uit affectie was en dat zij zich daarvan veel goeds voorstelde'. Het loopt echter heel anders: prins Hendrik en Wilhelmina trekken volstrekt gescheiden van elkaar op. De Duitse prins veroorzaakt zoveel schandalen dat het hof er niet in slaagt om ze allemaal onder het vloerkleed te vegen.

## Juliana
Het enige kind van Hendrik en Wilhelmina, prinses Juliana, is voorbestemd om te trouwen met de Zweedse prins Carl Bernadotte. Als de verloving op het laatste moment toch nog afketst, gaat Wilhelmina als een wanhopige op zoek naar een nieuwe huwelijkskandidaat: als Juliana vrijgezel blijft, is het huis van Oranje ten dode opgeschreven. Dankzij de bemiddeling van jonkheer John Loudon, diplomaat in Parijs, komt de Duitse prins Bernhard zur Lippe-Biesterfeld in beeld. Deze telg van een adellijke familie werkt op dat moment in de Parijse vestiging van het Duitse IG Farben-concern.
In het najaar van 1935 wordt in de Tiroler wintersportplaats Igls weer een afspraakje geregeld tussen Bernhard en Juliana. In de door hem zelf geautoriseerde biografie van Alden Hatch verklaart Bernhard later dat Juliana op hem een "verrukkelijke spontane indruk had gemaakt, een groot contrast met wat hij had vernomen over de stoffige stijfheid van het hof".
In de onderhandelingen weet Bernhard een functie met inhoud en een fors eigen inkomen te bevechten. Zijn kortstondige lidmaatschap van de gemotoriseerde Reiter-SS wordt hem niet al te kwalijk genomen: Wilhelmina denkt dat het kwaad van Adolf Hitler tegenover Nederland wel los zal lopen. 
Wilhelmina neemt zich voor de verloving op Eerste Kerstdag 1936 bekend te maken, maar ziet haar plan doorkruist. Een fotograaf heeft in het Zwitserse Grindelwald foto's van het stel gemaakt en verkoopt ze aan de Nederlandse kranten. Wilhelmina voelt zich gedwongen de naam van Juliana's vrijer bekend te maken en maakt op 8 september 1936 de verloving bekend. De 'kwajongen' Bernhard steelt die dag de show, maar ook Juliana is uitbundiger dan ooit. De bruiloft is op 7 januari 1937.

## Beatrix
Tijdens haar studietijd wordt de kroonprinses in verband gebracht met de Nederlandse Bob Steensma. In die tijd is het echter nog ondenkbaar dat de Nederlandse kroonprinses trouwt met een Nederlander van niet-adellijke komaf. Na haar studie is de prinses erg betrokken bij liefdadigheidsprojecten en zij zet een tijdelijke organisatie op voor de wederopbouw van Iran nadat daar een grote aardbeving heeft plaatsgevonden. In 1964 ontmoet de prinses op een Duitse hoog-adellijk huwelijk (tussen landgraaf Maurits van Hessen-Kassel en prinses Tatjana zu Sayn-Wittgenstein-Berleburg) de Duitse diplomaat Claus von Amsberg.
In eerste instantie is Juliana geen voorstander van deze relatie, nog geen twintig jaar na het einde van de Tweede Wereldoorlog voorziet de koningin grote problemen met betrekking tot de acceptatie van de Duitser. Uiteindelijk gaat de koningin toch 'om'. De relatie lekt vroegtijdig uit door een foto van het paar gemaakt in de bossen rondom Drakensteijn. In eerste instantie wordt de foto van het paar alleen in buitenlandse kranten gepubliceerd; de Nederlandse pers past zelf-censuur toe. Hieraan wordt echter (ongewild) een einde gemaakt door het Koninklijk Huis zelf dat een verklaring afgeeft waarin valt te lezen dat geruchten over een verloving 'voorbarig' zijn.
De Nederlandse pers begint een jacht op informatie rondom de man en komt er al snel achter dat het een Duitse diplomaat betreft. Bij het bekend worden van de nationaliteit van de man, ontstaat een golf van protest, zowel onder jongeren als onder oud-verzetsstrijders en voormalige militairen.
De Nederlandse regering zit erg in haar maag met de partnerkeuze van de prinses, helemaal als blijkt dat de man in kwestie actief heeft gediend in het Duitse leger. De Nederlandse historicus Lou de Jong gaat op 'feitenonderzoek' naar Italië. Uit zijn tweedaags onderzoek blijkt dat Claus von Amsberg geen oorlogsmisdaden heeft begaan. Als blijkt dat het parlement vóór toestemming van een huwelijk zal stemmen, kan Juliana op 28 juni 1965 de verloving bekendmaken met de woorden: "Het is goed".

## Willem-Alexander
Willem-Alexander leert zijn verloofde Máxima Zorreguieta kennen op een feest in Sevilla. Máxima weet dan echter nog niet dat Willem-Alexander een prins is. 
Als de verloving bekend wordt gemaakt is er veel ophef. De vader van Máxima, Jorge Zorreguieta, was staatssecretaris van Landbouw in de militaire junta onder Videla. Haar vader mag op 2 februari 2002 niet aanwezig zijn op het huwelijk van zijn dochter.